# Fouad Gabriel Naffah
Fouad Gabriel Naffah, né à Beyrouth le 14 juillet 1925 et mort à Dora le 19 mai 1983, est un poète libanais d'expression française.

## Biographie
Après des études de Droit, Fouad Gabriel Naffah se consacre totalement à la poésie.
Ses premiers poèmes sont publiés dans La Revue du Liban à partir de 1948 et réunis en plaquette en 1950 sous le titre : Poésies. 
Son premier recueil, La description de l’homme, du cadre et de la lyre, fut imprimé à compte d’auteur, à Beyrouth en 1957, pour être repris au Mercure de France en 1963 préfacé par Salah Stétié et recevoir le prix « René Laporte » en 1964.
Le deuxième recueil, L'Esprit-Dieu ou Les biens de l'azote, est publié à Beyrouth en 1966.
Marginalisé tant sur le plan social que littéraire, il meurt à l’hôpital de Dora en 1983.

## Œuvres publiées
- La description de l'homme, du cadre et de la lyre, préface de Salah Stétié, collection « Poésie », Mercure de France, 1963.
- L'Esprit-Dieu ou Les biens de l'azote, préf. par Nathalie Brillant, La Chapelle-Chaussée : Dana, 1997.
- Les œuvres complètes / Fouad Gabriel Naffah ; éd. établie et préf. par Michel Fani, Éd. Dar An-Nahar, Beyrouth, 1987.